# Harbi al-Himiari
Harbi al-Himiari (em árabe: حربي الحميري, translit. 'Ḥarbī al-Ḥimyārī'), foi um erudito árabe do Iêmen, que viveu entre os séculos VII e VIII EC. Foi famoso como o professor alquimista islâmico Jabir ibne Haiane. De acordo com Holmyard nada mais é conhecido sobre ele.